# Hogs Mouth Rocks
Die Hogs Mouth Rocks (englisch für Schweinerüsselfelsen) sind eine Kette von Rifffelsen in der Bay of Isles im Norden Südgeorgiens. Sie verteilen sich südlich von Invisible Island.
Der US-amerikanische Ornithologe Robert Cushman Murphy kartierte sie als Erster bei seinem Besuch Südgeorgiens (1912–1913) an Bord der Brigg Daisy. Wissenschaftler der britischen Discovery Investigations nahmen zwischen 1929 und 1930 Vermessungen vor. Der Benennungshintergrund ist nicht überliefert.